# Abraxas orientalis
Abraxas orientalis là một loài bướm đêm trong họ Geometridae.